# Degannwy Castle
Degannwy Castle är ett slott i Storbritannien.   Det ligger i kommunen Conwy och riksdelen Wales, i den södra delen av landet, 300 km nordväst om huvudstaden London. Degannwy Castle ligger 80 meter över havet.
Terrängen runt Degannwy Castle är kuperad åt sydväst, men åt nordost är den platt. Havet är nära Degannwy Castle åt nordväst. Runt Degannwy Castle är det ganska tätbefolkat, med 60 invånare per kvadratkilometer. Närmaste större samhälle är Colwyn Bay, 6,8 km öster om Degannwy Castle. Trakten runt Degannwy Castle består i huvudsak av gräsmarker.